# 대림중학교
대림중학교(大林中學校)는 대한민국 서울특별시 영등포구 대림동에 있는 공립 중학교이다.

## 학교 연혁
- 1984년 1월 9일 : 대림중학교 설립인가
- 1984년 3월 1일 : 초대 김하룡 교장 취임
- 1984년 3월 5일 : 제1회 입학식(15학급)
- 1984년 4월 19일 : 개교식
- 1984년 11월 16일 : 신관 증축
- 1987년 2월 13일 : 제1회 졸업식(1,000명)
- 2000년 3월 22일 : 종합정보시스템 구축
- 2002년 11월 11일 : 정보관 준공(컴퓨터실, 도서실, 시청각실, 어학실)
- 2003년 12월 31일 : 창의관(강당 겸 체육관) 준공
- 2020년 3월 1일 : 제14대 김시영 교장 취임
- 2021년 1월 11일 : 제35회 졸업식(123명)
- 2021년 3월 2일 : 제38회 입학식(155명 7학급)

## 참고 자료
- 대림중학교 - 한국교육학술정보원 학교알리미